# Dick Tracy
Dick Tracy är en amerikansk tecknad serie i dagsstrippsformat skapad av Chester Gould och ursprungligen publicerad i Detroit Mirror 1931. Serien handlar om en trenchcoatklädd polis med samma namn, och var den första att skildra polisarbetet på ett någorlunda realistiskt sätt. Den är tydligt inspirerad av förbudstidens gangsterligor och tillika de gangsterfilmer som började produceras i början av 1930-talet.
Även om polisarbetet skildras trovärdigt är teckningsstilen mycket parodisk. Speciellt är skurkarna extremt karikerade. Den mest kände skurken är antagligen Flattop, så kallad på grund av sitt platta huvud.
Gould tecknade serien till 1977, varefter andra upphovsmän tog vid.
1990 regisserade Warren Beatty filmen Dick Tracy där han också spelade titelrollen.